# 베트남의 프랑스어
프랑스어는 19세기 중반부터 20세기 중반까지 프랑스령 인도차이나의 프랑스 식민 통치 하에서 베트남의 공용어였다. 1954년 베트남 분할 이후 프랑스어는 베트남 민주공화국에서 사용이 줄었고, 베트남 공화국에서는 높은 지위를 유지했다. 사이공 함락 이후 프랑스어는 현대 베트남에서 쇠퇴했다. 2018년에는 인구의 1% 미만이 프랑스어에 능통했다.
베트남은 아시아에서 가장 큰 프랑스어 사용 국가이며, 프랑코포니의 회원국이다. 1990년대부터 베트남 정부는 프랑스 정부와 협력하여 프랑스어의 문화적, 역사적 가치를 인정하고 국내 학교 시스템에서 프랑스어 교육을 장려해왔다. 이 언어는 또한 특정 전문 분야에서 위신어로 계속 사용되고 있다.

## 역사
베트남에 프랑스어가 등장한 것은 18세기 프랑스 탐험가와 상인들이 인도차이나 해안 근처를 항해하기 시작하면서부터였다. 1790년대 프랑스가 응우옌 왕조 하에 베트남 통일을 돕고 나중에 베트남 남부를 식민화함으로써 동남아시아에서 포르투갈을 대체하고 주요 유럽 세력이 되면서, 그들은 프랑스어를 현지인들에게 도입했다. 프랑스어는 현재의 베트남, 라오스, 캄보디아를 포함한 프랑스령 인도차이나의 통치 언어가 되었다. 많은 베트남인들이 프랑스어를 배우기 시작했고, 이는 고유의 베트남어와 왕실 한문을 대체했으며, 결국 라틴 알파벳이 베트남어의 공식 문자가 되었다. 선교 및 정부 학교의 설립은 교육받은 베트남인들 사이에 프랑스어를 확산시켰고, 19세기 말에는 곧 엘리트 계층의 언어가 되었다. 20세기 초에는 프랑스어가 도시 대중에게 퍼지기 시작했고 주요 교육 언어가 되었다. 프랑스 가정의 베트남인 하인들과 부분적으로 프랑스어를 구사하는 사람들 사이에서는 따이 보이라는 프랑스어 피진이 발달했다. 그럼에도 불구하고, 1900년대에서 1940년대 사이에 프랑스어가 베트남에서 절정에 달했을 때에도 많은 베트남인들은 프랑스어를 잘 구사하지 못하거나 배우지 못했으며, 일부 혁명가들은 식민지 언어를 배우기를 거부했다. 역설적이게도 독립을 홍보하기 위해 쓰인 연설문과 논문은 프랑스어로 작성되었다. 제2차 세계 대전 중, 일본은 베트남을 잠시 점령하고 베트남어를 유일한 공식 및 교육 언어로 지정했다.
제2차 세계 대전 이후 베트남에서 프랑스어의 영향력은 혁명 운동이 증가하고 그들의 작품이 베트남어로 더 많이 쓰이기 시작하면서 서서히 감소하기 시작했다. 가난하고 일반적으로 더 농촌 지역의 인구는 프랑스 통치에 저항하기 시작했고, 베트민 게릴라 부대는 프랑스군을 공격하여 제1차 인도차이나 전쟁을 촉발시켰다.
그러나 프랑스어는 베트민이 점령하지 않은 지역에서는 정부, 교육, 언론에서 그 존재를 계속 유지했다. 1954년 디엔비엔푸 전투에서 베트민은 프랑스군을 물리치고 베트남은 독립을 얻었지만, 나라는 곧 공산주의 소비에트 지향의 북부와 자본주의 미국 지향의 정부가 있는 남부로 나뉘었다. 공산 정부의 박해를 두려워하여 프랑스어를 배우고 말하는 엘리트를 포함한 수십만 명이 남부로 도피했다. 그 직후 베트남 전쟁이 발발했음에도 불구하고, 프랑스어는 행정 및 교육 언어로서 베트남 공화국에서 건재한 존재감을 유지했다. 베트남에서 프랑스어의 가장 급격한 쇠퇴는 1975년 사이공 함락 이후 공산 정부가 1976년까지 전환기에 있던 남부를 포함한 전국에 베트남어를 유일한 공식 및 교육 언어로 강제하면서 시작되었다.
베트남에서 프랑스어로 교육받는 학생 수는 1980년대까지 약 40%로 감소했고 1990년대까지 계속 감소했다. 또한, 반공 성향의 프랑스어 사용자들은 베트남을 떠나 미국, 프랑스, 캐나다 (특히 퀘벡주와 온타리오주), 오스트레일리아와 같은 국가로 이주했다. 2000년 기준으로 학생의 약 5%만이 프랑스어로 교육을 받았다. 한편, 영어의 부상은 국제 무역, 상업 및 외교의 언어로 영어가 인식되면서 베트남에서 프랑스어의 지위를 더욱 하락시켰다. 2000년대 이후 영어가 가장 많이 배우는 제1외국어로 프랑스어를 대체했지만, 프랑스어 교육은 증가하고 있다. 2022년까지 프랑스어는 국내 절반 이상의 지방에서 학교의 주요 외국어 과정이 되었다.
역사적, 사회정치적, 문화적 맥락을 인용하여 베트남 정부는 외국어, 특히 중등 및 고등 교육 수준에서 프랑스어를 교육 시스템에 통합하거나 재통합하는 프로젝트를 시행했다. 특히, 공학, 과학, 의학, 법률 분야의 많은 대학 프로그램은 여전히 프랑스어로 가르쳐지고 있으며, 하노이, 호찌민시, 껀터와 같은 도시 지역의 점점 더 많은 학교에서 프랑스어를 주요 교육 매체로 사용하거나 베트남어와 함께 사용하고 있다. 프랑스어 교육의 질을 높이기 위한 교사 훈련 프로그램은 프랑스, 벨기에, 캐나다, 그리고 라오스와 캄보디아의 다른 프랑스어권 아시아 국가들과 합의되었다. 베트남은 또한 아시아의 다른 지역 학생들이 프랑스어를 배우러 오는 목적지가 되었다. 이 나라는 여전히 프랑코포니의 회원국이다. 또한 프랑스어는 베트남에서 어느 정도 외교 언어의 지위를 가지고 있다.

## 현재 상태

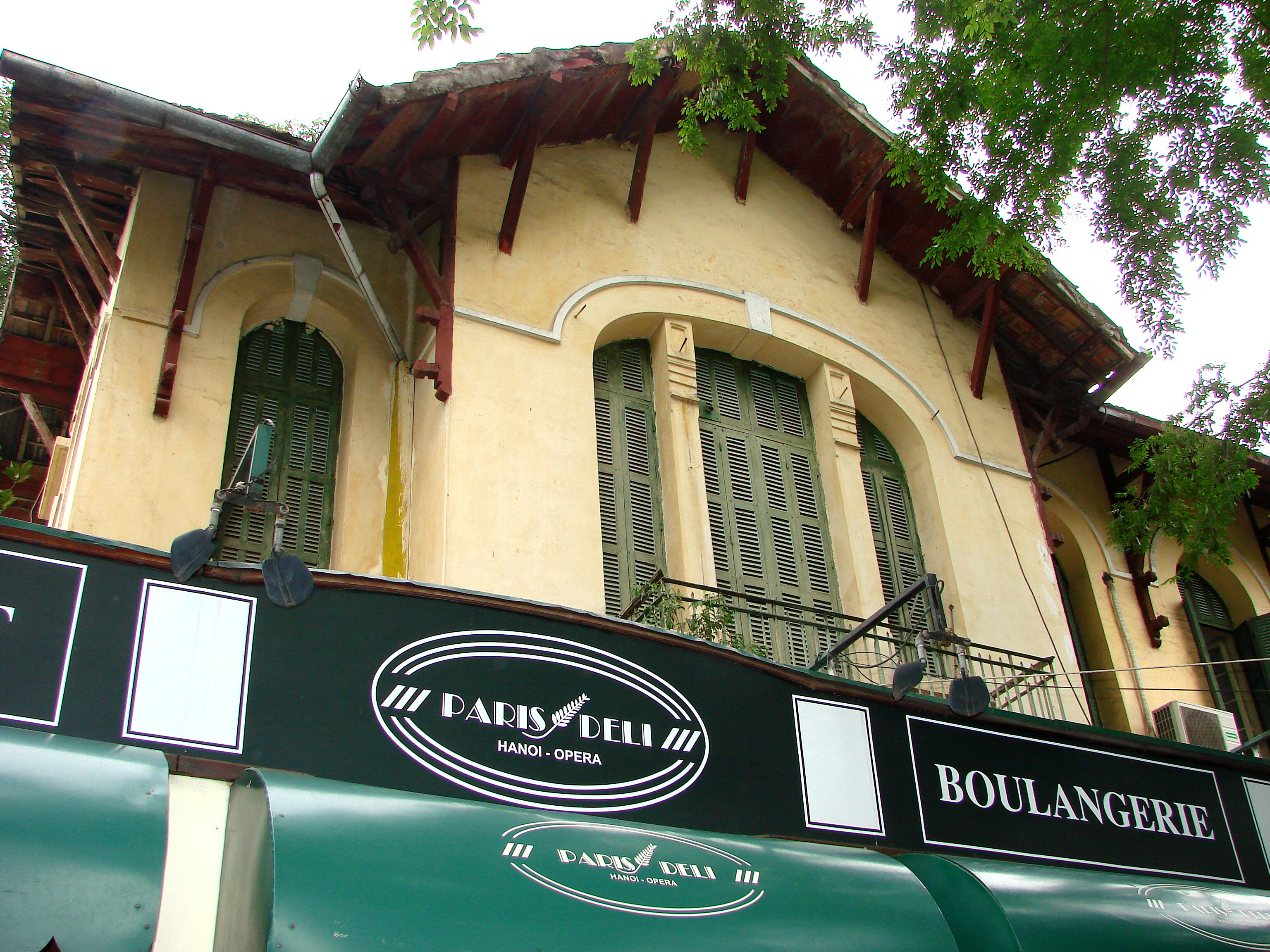
하노이의 프랑스어 간판이 있는 빵집

2019년 공식 수치에 따르면 약 675,000명의 베트남인이 프랑스어에 능통하며, 이들 중 다수는 식민지 시대에 교육받은 나이 든 사람들이다. 그러나 1975년 이후 일상생활에서의 사용은 크게 줄어들어, 프랑스어를 정기적으로 사용하는 사람들의 수는 5,000명에서 6,000명 사이이다.
프랑스어는 미국의 영향을 받은 세계화로 인해 촉진된 영어 문법 교수의 부상에도 불구하고 베트남 교육 및 사회에 강력한 영향을 미치고 있다. 21세기 첫 10년 이후 프랑스어를 재도입하거나 가르치는 학교 및 대학 프로그램의 수가 크게 증가했다. 이는 프랑스어와 영어를 우선적인 제2외국어로 지정하여 두 개 이상의 외국어 지식을 장려하는 정부 정책의 영향이 크다.
프랑스어는 또한 베트남에서 문화 언어로 계속 간주되며, 그 사용은 엘리트 사회와 가족 전통 및 국가 역사와의 연관성을 가진 반면, 영어 및 기타 외국어는 외국인과 사용하는 상업적 언어로 간주된다. 이 언어는 또한 의료, 과학 및 외교 분야에서 업무 언어로 계속 사용된다.

## 방언적 특징
베트남 프랑스어는 표준 프랑스어를 기반으로 하지만, 베트남어뿐만 아니라 중국어와 영어의 영향을 받은 단어를 포함하고 있다. 영어의 영향은 베트남 전쟁 동안 남부에 미군이 주둔했기 때문이다. 또한, 공식 및 복수형으로 사용되는 대명사 vous는 표준 프랑스어에서 같은 나이의 성인 친구들 사이에서 tu가 사용되는 것과는 달리, 연장자뿐만 아니라 같은 나이의 성인에게도 사용될 수 있다.
이러한 사소한 차이에도 불구하고 베트남 학교와 대학에서 가르치는 프랑스어는 표준 프랑스어이다.

## 베트남어에 미치는 영향

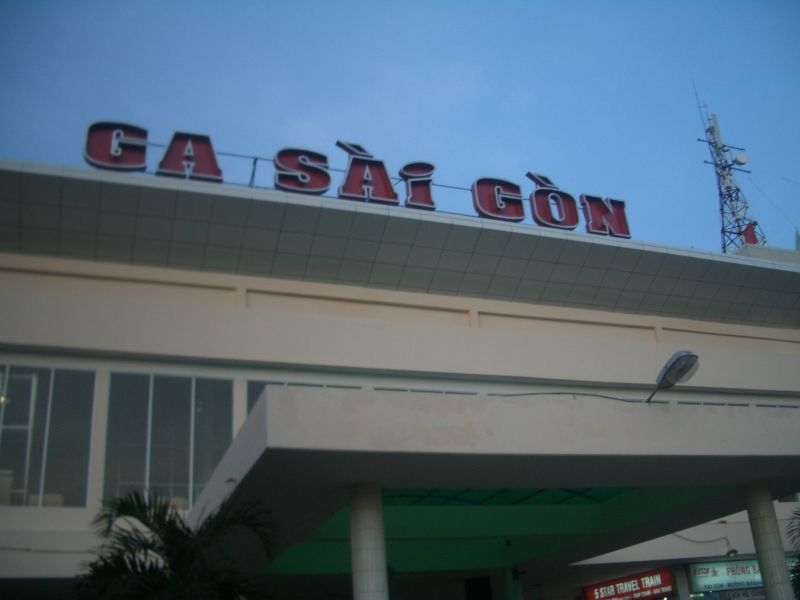
사이공 철도역 표지판에는 프랑스어 (역을 의미하는 gare에서 온 ga)에서 유래한 차용어가 있다.

베트남어는 상당수의 프랑스어 차용어와 지명을 포함하고 있다. 프랑스어에서 유래한 단어의 대부분은 식민지 시대에 베트남인에게 도입된 사물, 음식, 기술과 관련된 것들이다. 또한, 베트남어 한자를 전통적으로 사용했던 옛 왕실 법원 대신 라틴어 기반 문자로 쯔 꾸옥 응으가 쓰여지게 되었다. 이는 프랑스 기반 시스템을 강요함으로써 베트남 교육 시스템에 대한 중국의 영향력을 제거한 프랑스 식민 정부에 의해 적극적으로 장려되었다.
아래는 표준 베트남어에 유입된 주목할 만한 프랑스어 단어들이다:
| 베트남어          | 프랑스어              | 영어                   |
| ----------------- | --------------------- | ---------------------- |
| ăng-ten           | antenne               | antenna, aerial        |
| ba toong          | bâton                 | cane                   |
| bê tông           | béton                 | concrete               |
| bia               | bière                 | beer                   |
| bi-da             | bille                 | billiards, Snooker     |
| (bút) bi          | (stylo à) bille       | ballpoint pen          |
| bơ                | beurre                | butter                 |
| búp bê, búp bế    | poupée                | doll                   |
| cà vạt            | cravate               | tie                    |
| cà phê            | café                  | coffee                 |
| ca-pô             | capot                 | hood/bonnet (of a car) |
| cao su            | caoutchouc            | rubber                 |
| căn tin           | cantine               | canteen                |
| cặp táp           | cartable              | schoolbag, satchel     |
| cờ-lê             | clé                   | wrench                 |
| ê-kíp             | équipe                | team                   |
| ga                | gare                  | railway station        |
| (bánh) ga tô      | gâteau                | cake                   |
| (cục) gôm / tẩy   | gomme                 | eraser                 |
| giuýp             | jupe                  | skirt                  |
| (chỉ) len         | laine                 | wool                   |
| Li-băng           | Liban                 | Lebanon                |
| ma đam            | madame                | madam, ma'am, Mrs.     |
| mề đay            | médaille              | medal                  |
| (khăn) mùi xoa    | mouchoir              | handkerchief           |
| ô tô buýt         | autobus               | motor bus              |
| (bánh) patê sô    | pâté chaud (obsolete) | savoury puff pastry    |
| (cục) pin         | pile                  | battery                |
| (đèn) pha         | phare                 | headlamp               |
| phanh             | frein                 | brake                  |
| phẹc-mơ-tu야      | fermeture             | zipper                 |
| (chi) phí         | frais                 | fee                    |
| phim              | film                  | movie                  |
| pho mát, phô 마이 | fromage               | cheese                 |
| (quần) si/xi líp  | slip                  | underwear              |
| (áo) sơ 미        | chemise               | shirt                  |
| sơ 리             | cerise                | cherry                 |
| sô-cô-라          | chocolat              | chocolate              |
| tăng xông         | tension               | hypertension           |
| (táo) trái bom    | pomme                 | apple                  |
| tuốc-nơ-비트      | tournevis             | screwdriver            |
| va 리             | valise                | suitcase               |
| va 니             | vanille               | vanilla                |
| vô 랑             | volant                | steering wheel         |
| xà 락             | salade                | lettuce                |
| xa 랏             | salade                | salad                  |
| xà 퐁, xà 봉      | savon                 | soap                   |
| xăng, 엣-쌍       | essence               | gasoline               |
| 쑤 숙             | saucisse              | sausage                |

## 미디어
1970년대 후반부터 2000년대 초반까지 프랑스어의 쇠퇴에도 불구하고, 베트남은 프랑스어 미디어 시장과 존재를 유지하고 있다. 소수의 프랑스어 신문이 국내에서 유통되었으며, 가장 지배적이었던 것은 현재는 사라진 사이공 에코와 유일하게 남아있는 국영 신문 르 꾸리에르 뒤 베트남이다. 또한, 국영 베트남 통신사는 온라인 신문 베트남플러스의 프랑스어판을 운영한다. 프랑스어 뉴스 방송과 텔레비전 프로그램도 매일 베트남 텔레비전 채널에서 방영된다. 프랑스어 라디오 방송도 존재한다.

## 같이 보기
- 라오스의 프랑스어
- 캄보디아의 프랑스어
- 프랑스령 인도차이나
- 프랑스령 코친차이나
- 안남 보호령
- 통킹 보호령

## 내용주 및 각주
1. ↑   Discours du Premier ministre devant la communauté Française au Viêtnam (in French)
2. 1 2  Appui et valorisation de l’enseignement du français dans le système vietnamien, Ambassade de France à Hanoï, 29 Oct 2018. (in French)
3. ↑  《History of Vietnam and its French connection.》, learn-french-help.com, 2010년 10월 29일에 확인함
4. ↑  Chieu, p. 309.
5. ↑  “La Guerre En Indochine” (video). 《newsreel》. 1950년 10월 26일. 2007년 5월 20일에 확인함.
6. ↑  Wright, Sue. Language Education and Foreign Relations in Vietnam, 라우틀리지, 2010, p. 235
7. 1 2  《La Francophonie in Asia》, France-Diplomatie, 2005, 2009년 5월 2일에 원본 문서에서 보존된 문서, 2010년 10월 14일에 확인함
8. 1 2  Duc Tri-Quê Anh. Promouvoir l’enseignement du français au Vietnam, Le Courrier du Vietnam, 7 March 2022. (in French)
9. ↑  Education in Vietnam, World Bank
10. ↑  SEA countries popularize French language, Voice of Vietnam, 11 January 2012.
11. ↑  《Vietnam promotes French language training》, Voice of Vietnam, 2011, 2012년 7월 21일에 확인함
12. ↑  Parle-t-on encore français au Vietnam? ONFR+, 9 January 2020.
13. ↑  Kirkpatrick, Andy and Anthony J. Liddicoat, The Routledge International Handbook of Language Education Policy in Asia., 라우틀리지, 2019, p. 192
14. ↑  Vietnam: la langue française a-t-Elle encore a place face à l'influence grandissante de l'anglais?, 라디오 프랑스 앵테르나쇼날 (in French), 22 November 2016.
15. ↑  David G. Marr (1984). 《Vietnamese Tradition on Trial, 1920–1945》. University of California Press. 145쪽. ISBN 0-520-05081-9. 2010년 11월 28일에 확인함.

- Vu Ngu Chieu (February 1986). "The Other Side of the 1945 Vietnamese Revolution: The Empire of Viet-Nam". Journal of Asian Studies. 45 (2).